# Campeonato da Oceania de Atletismo de 1994
O Campeonato da Oceania de Atletismo de 1994 foi a 2ª edição da competição organizada pela Associação de Atletismo da Oceania entre os dias 23 a 26 de fevereiro de 1994. Teve como sede a cidade de Auckland, na Nova Zelândia, sendo disputadas 41 provas (22 masculino e 19 feminino). Teve como destaque a Nova Zelândia com 48 medalhas no total, 27 de ouro. 

## Medalhistas
Esses foram os resultados da competição. 

### Masculino
| Evento                      | Ouro                                 | Ouro     | Prata                                       | Prata    | Bronze                                      | Bronze   |
| --------------------------- | ------------------------------------ | -------- | ------------------------------------------- | -------- | ------------------------------------------- | -------- |
| 100 metros                  | Jone Delai · Fiji                    | 10.63    | Chris Wilkinson · Nova Zelândia             | 10.82    | Ross Fitzpatrick · Nova Zelândia            | 10.83    |
| 200 metros                  | Jone Delai · Fiji                    | 21.55    | Solomone Bole · Fiji                        | 21.94    | James Noblet · Austrália                    | 21.97    |
| 400 metros                  | Mark Wilson · Nova Zelândia          | 47.25    | Dean Sheddan · Nova Zelândia                | 48.22    | Rhoderick Grivas · Austrália                | 48.62    |
| 800 metros                  | Mark Tonks · Nova Zelândia           | 1:50.38  | Mark Turner · Nova Zelândia                 | 1:51.30  | Rhoderick Grivas · Austrália                | 1:52.15  |
| 1 500 metros                | John Henwood · Nova Zelândia         | 3:51.71  | Stephen Blair · Nova Zelândia               | 3:52.08  | Daniel Hill · Austrália                     | 3:52.35  |
| 5 000 metros                | Jason Cameron · Nova Zelândia        | 14:44.62 | Thor Anderson · Vanuatu                     | 16:07.78 | Morris Manai · Papua-Nova Guiné             | 16:07.84 |
| 10 000 metros               | Paul McRae · Nova Zelândia           | 31:11.97 | Parshottam Lal · Fiji                       | 33:26.81 | Ashok Kumar · Fiji                          | 33:43.65 |
| 20 km marcha atlética       | Shane Brown · Nova Zelândia          | 1:43:55  | Mark Nipperess · Austrália                  | 1:51:56  | Dip Chand · Fiji                            | 1:57:42  |
| 110 metros barreiras        | Nick Bolton · Nova Zelândia          | 14.67w   | Robert Tupuhoé · Polinésia Francesa         | 14.95w   | Sekona Vi · Tonga                           | 15.15w   |
| 400 metros barreiras        | Nick Bolton · Nova Zelândia          | 53.01    | Sekona Vi · Tonga                           | 53.51    | Autiko Daunakamakama · Fiji                 | 53.79    |
| 3.000 metros com obstáculos | Hamish Christensen · Nova Zelândia   | 8:54.74  | Matthew Holder · Nova Zelândia              | 9:08.55  | Davendra Singh · Fiji                       | 9:21.64  |
| Maratona                    | Robert Holland · Nova Zelândia       | 2:33:16  | Mervyn Shields · Nova Zelândia              | 2:39:29  | Ian Moore · Austrália                       | 2:41:11  |
| 4×100 metros estafetas      | Nova Zelândia                        | 41.57    | Austrália                                   | 41.98    | Tonga                                       | 42.43    |
| 4×400 metros estafetas      | Fiji                                 | 3:12.40  | Nova Zelândia                               | 3:13.11  | Austrália                                   | 3:18.73  |
| Salto em altura             | Michael Sharapoff · Nova Zelândia    | 2.05     | Arvindra Maharaj · Fiji                     | 1.99     | Jean-Luc Mu Kwai Chuan · Polinésia Francesa | 1.93     |
| Salto com vara              | Thibaut Cattiau · Polinésia Francesa | 4.55     | Jean-Luc Mu Kwai Chuan · Polinésia Francesa | 4.45     | LLee Brown · Austrália                      | 4.45     |
| Salto em comprimento        | Aaron Langdon · Nova Zelândia        | 7.62w    | Julian Manderson\| · Austrália              | 7.43w    | Apolosi Foliaki · Polinésia Francesa        | 7.01w    |
| Salto triplo                | Apolosi Foliaki · Polinésia Francesa | 14.95    | Steeve Druminy · Nova Caledônia             | 14.84    | Driss Doukari · Austrália                   | 14.38w   |
| Arremesso de peso           | Patrick Hellier · Nova Zelândia      | 16.10    | Matt Gadsby · Austrália                     | 15.59    | Kevin Galea · Austrália                     | 15.40    |
| Lançamento de disco         | Gordon Barff · Polinésia Francesa    | 48.54    | Patrick Hellier · Nova Zelândia             | 48.54    | Ian Boller · Austrália                      | 47.46    |
| Lançamento do martelo       | Patrick Hellier · Nova Zelândia      | 63.16    | Yannick Fakaté · Nova Caledônia             | 52.20    | Brentt Jones · Ilha Norfolk                 | 51.34    |
| Lançamento do dardo         | Steven Madeo · Austrália             | 67.84    | Jioji Nadavo · Fiji                         | 65.40    | André Hmalako · Nova Caledônia              | 58.82    |

### Feminino
| Evento                 | Ouro                                 | Ouro     | Prata                                | Prata    | Bronze                               | Bronze  |
| ---------------------- | ------------------------------------ | -------- | ------------------------------------ | -------- | ------------------------------------ | ------- |
| 100 metros             | Vaciseva Tavaga · Fiji               | 12.17    | Lauretta Graham · Nova Zelândia      | 12.57    | Vani Senokonoko · Fiji               | 12.77   |
| 200 metros             | Vaciseva Tavaga · Fiji               | 24.37w   | Suzanne Coleman · Nova Zelândia      | 24.89w   | Tara Smith · Nova Zelândia           | 25.26w  |
| 400 metros             | Mary Estelle Kapalu · Vanuatu        | 55.72    | Sheryn Brodie · Austrália            | 57.08    | Seini Soroacagi · Fiji               | 57.49   |
| 800 metros             | Andrea Williams · Nova Zelândia      | 2:14.13  | Nuree White · Nova Zelândia          | 2:16.10  | Karolina Tanono · Fiji               | 2:17.65 |
| 1 500 metros           | Sharon McKenzie · Nova Zelândia      | 4:39.64  | Vanessa Nikora · Nova Zelândia       | 4:51.44  | Salome Tabuatalei · Fiji             | 4:58.30 |
| 5 000 metros           | Nicola McDonald · Nova Zelândia      | 18:03.37 | Salome Tabuatalei · Fiji             | 18:42.83 |                                      |         |
| 10 km marcha atlética  | Monique Greenoff-Gaffney · Austrália | 57:09    | Cherie Nelson · Nova Zelândia        | 58:53    |                                      |         |
| 100 metros barreiras   | Janiene Ashbridge · Nova Zelândia    | 14.06w   | Lillyanne Beining · Papua-Nova Guiné | 14.13w   | Elizabeth Binns · Nova Zelândia      | 14.76w  |
| 400 metros barreiras   | Mary Estelle Kapalu · Vanuatu        | 61.70    | Megan Merrilees · Nova Zelândia      | 61.84    | Megan Minehane · Austrália           | 63.73   |
| Meia maratona          | Irene Wilson · Nova Zelândia         | 1:25:38  | Cathy Gabel · Austrália              | 1:29:38  | Alison McVie · Austrália             | 1:37:33 |
| 4×100 metros estafetas | Fiji                                 | 47.10    | Austrália                            | 48.62    |                                      |         |
| 4×400 metros estafetas | Nova Zelândia                        | 3:54.14  | Fiji                                 | 3:58.03  | Austrália                            | 3:58.34 |
| Salto em altura        | Carmen Hunter · Austrália            | 1.77     | Belinda Lavarack · Austrália         | 1.74     | Shelley Stoddart · Nova Zelândia     | 1.74    |
| Salto em comprimento   | Frith Maunder · Nova Zelândia        | 6.10     | Shelley Stoddart · Nova Zelândia     | 5.81w    | Katie Ackerman · Austrália           | 5.69w   |
| Salto triplo           | Shelley Stoddart · Nova Zelândia     | 12.50    | Megan Minehane · Austrália           | 11.71    | Salanieta Tamani · Fiji              | 11.70   |
| Arremesso de peso      | Elizabeth Binns · Nova Zelândia      | 13.08    | Teresa Came · Nova Zelândia          | 12.80    | Marie-Chanelle Sako · Nova Caledônia | 12.66   |
| Lançamento de disco    | Geraldine Isaacs · Nova Zelândia     | 40.02    | Mague Taofifenua · Nova Caledônia    | 37.84    | Romera Tabuavuni · Fiji              | 31.58   |
| Lançamento do martelo  | Teresa Came · Nova Zelândia          | 50.52    | Miranda Winter · Nova Zelândia       | 41.10    | Linda Polelei · Nova Caledônia       | 29.82   |
| Lançamento do dardo    | Melissa Brearley · Nova Zelândia     | 48.34    | Bina Ramesh · Nova Caledônia         | 47.90    | Linda Polelei · Nova Caledônia       | 44.50   |

## Quadro de medalhas
| Ordem | País               | Medalha de ouro | Medalha de prata | Medalha de bronze | Total |
| ----- | ------------------ | --------------- | ---------------- | ----------------- | ----- |
| 1     | Nova Zelândia      | 27              | 17               | 4                 | 48    |
| 2     | Fiji               | 6               | 6                | 10                | 22    |
| 3     | Austrália          | 3               | 9                | 14                | 26    |
| 4     | Polinésia Francesa | 3               | 2                | 2                 | 7     |
| 5     | Vanuatu            | 2               | 1                | 0                 | 3     |
| 6     | Nova Caledônia     | 0               | 4                | 4                 | 8     |
| 7     | Tonga              | 0               | 1                | 2                 | 3     |
| 8     | Papua-Nova Guiné   | 0               | 1                | 1                 | 2     |
| 9     | Ilha Norfolk       | 0               | 0                | 1                 | 1     |
| Total | Total              | 41              | 41               | 38                | 120   |

## Participantes (não oficial)
A participação de atletas de 15 países pode ser determinada a partir da publicação Estatísticas das Ilhas do Pacífico. 
| - Samoa Americana - Austrália - Ilhas Cook - Fiji - Nova Caledônia | - Nova Zelândia - Niue - Marianas Setentrionais - Ilha Norfolk - Papua-Nova Guiné | - Samoa - Ilhas Salomão - Polinésia Francesa - Tonga - Vanuatu |